# Isobare (chimie)
Pour les articles homonymes, voir isobare.
Des atomes sont isobares s'ils partagent le même nombre de masse, c'est-à-dire s'ils ont le même nombre de nucléons : la somme du nombre de neutrons et du nombre de protons qui composent leur noyau est identique. Par exemple, le soufre 40 ( 40
16S
24 ), le chlore 40 ( 40
17Cl
23 ), l'argon 40 ( 40
18Ar
22 ), le potassium 40 ( 40
19K
21 ) et le calcium 40 ( 40
20Ca
20 ) sont isobares : leur noyau contient 40 nucléons répartis en 16 à 20 protons et 24 à 20 neutrons respectivement.
Chaque nucléide est défini par les nombres suivants :
- Z = nombre de protons = nombre d'électrons pour les atomes électriquement neutres, qui définit le numéro atomique ;
- N = nombre de neutrons ;
- A = nombre de nucléons = nombre de masse, qui vaut Z + N (voir aussi masse atomique).

Un nucléide X est ainsi noté A 
Z X
N, bien qu'en pratique on ne mentionne jamais le nombre N, qui vaut toujours A – Z, et qu'on écrive très rarement le nombre Z, qui caractérise l'élément chimique et est donc directement déductible du symbole chimique ; on explicite Z généralement dans les réactions nucléaires pour en faciliter la lecture.
Le carbone 14 et l'azote 14 sont isobares car ils comptent chacun 14 nucléons : 6 protons et 8 neutrons pour 14
6C
8 et 7 protons et 7 neutrons pour 14
7N
7. Lors d'une désintégration β ou d'une capture électronique, le nucléide père et le nucléide fils sont isobares l'un de l'autre :
14
6C ⟶ 14
7N + e− + νe.
On appelle isotopes deux variétés d'un même élément chimique qui se différencient par leur nombre de neutrons (Z identiques, N différents, A différents), par exemple le carbone 12 et le carbone 14, notés respectivement 12
6C
6 et 14
6C
8.
Des nucléides qui ont le même nombre de neutrons sont dits isotones (Z différents, N identiques, A différents), par exemple le carbone 13 et l'azote 14, notés respectivement 13
6C
7 et 14
7N
7.